# Puerto Rico Open 1971
Il Puerto Rico Open 1971 è stato un torneo di tennis giocato sul cemento. È stata la 1ª edizione del torneo, che fa parte del Virginia Slims Circuit 1971. Si è giocato a San Juan, in Porto Rico, dal 28 marzo al 4 aprile 1971.

## Campionesse

### Singolare
Ann Haydon Jones ha battuto in finale  Nancy Richey con il punteggio di 6–4, 6–4

### Doppio
Françoise Dürr /  Ann Haydon Jones hanno battuto in finale  Karen Krantzcke /  Kerry Reid con il punteggio di 7–6, 6–3